# 櫻井佑樹
櫻井 佑樹（さくらい ゆうき、2002年5月29日 - ）は、日本の俳優。劇団EXILEのメンバー。
神奈川県出身。LDH JAPAN所属。

## 略歴
高校2年のときに原宿などでスカウトされることが多くなり、芸能界に興味を持ち始めた。Jリーグユース選手で全国大会出場や国体代表選手といった経歴を持ち、プロのサッカー選手を目指していたが、新しいことにチャレンジしたいと思い13年間続けたサッカーを辞めた。LDH新人開発からのスカウトを受けEXPG東京校に候補生として入った。
2021年7月、LDHに所属。
2022年11月1日、劇団EXILEに加入。

## 出演

### テレビドラマ
- 女神の教室〜リーガル青春白書〜（2023年1月9日 - 3月20日、フジテレビ） - 久保田律 役[5]
- 4月の東京は…（2023年6月16日 - 8月4日、MBS） - 主演・滝沢和真 役（髙松アロハとのW主演）[6]
- 素晴らしき哉、先生!（2024年8月18日 - 10月6日、朝日放送テレビ・テレビ朝日） - 本田大翔 役[7][8]
- 失踪人捜索班 消えた真実 第1話（2025年4月11日、テレビ東京） - 山瀬健太 役[9]
- 殺した夫が帰ってきました（2025年7月11日 - 、WOWOW） - 謎の男 役[10]

### テレビ番組
- おはスタ（2020年10月5日 - 、テレビ東京） - マイティコウZ／マキ・コウタ

### WEBドラマ
- サラリーマン山崎シゲル（2025年7月1日 - 、FOD SHORT）[11]

### WEB番組
- 彼とオオカミちゃんには騙されない（2022年2月20日 - 5月8日、ABEMA）[注 1]

### 映画
- HIGH&LOW THE WORST X（2022年9月9日、松竹） - 西屋 役[13]
- アキはハルとごはんを食べたい 2杯目!（2024年6月14日、クロックワークス）[14]

### 舞台
- 天才劇団バカバッカvol.22「ヴァンダフルワールド」（2021年10月28日 - 11月3日）
- BOOK ACT 2023 NEW YEAR SPECIAL「僕らは人生で一回だけ魔法が使える」（2023年1月）[15]
- 方南ぐみ企画公演朗読劇2023「おさんぽ」あの空を。（2023年1月）[16]
- タクフェス 第11弾「晩餐」（2023年10月7日 - 12月17日） - 三条弥彦 役[17][18]
- 戦国時代活劇「HiGH&LOW THE 戦国」（2024年1月29日 - 2月25日）[19]
- 山田ジャパン「大渋滞 2024」（2024年9月19日 - 29日）[20]
- スターライドオーダー2（2024年12月29日）[21]
- 舞台｢青のミブロ｣（2025年4月11日 - 27日、EX THEATER ROPPONGI / 4月25日 - 27日、京都劇場） - 原田左之助 役[22]